# Yerkesova observatoř
Yerkesova observatoř je historická astronomická observatoř v USA, asi 120 km severozápadně od Chicaga, která od svého založení roku 1897 do roku 2020 patřila chicagské univerzitě. Nyní je v majetku neziskové organizace Yerkes Future Foundation (YFF), která provedla renovaci historické budovy a jejího vybavení a opět ji otevřela veřejnosti v 27. května 2022. Jejím hlavním dalekohledem je čočkový dalekohled (achromatický refraktor) s objektivem o průměru 102 cm (40 palců) a s ohniskovou vzdáleností téměř 20 m, který je dodnes největší svého druhu na světě. Založil ji astronom George Ellery Hale, který přemluvil obchodníka a finančníka Charlese T. Yerkese, aby celý podnik financoval.
Hvězdárna se postupně rozšiřovala a má vedle velkého refraktoru také reflektor Ritchey-Chrétien o průměru zrcadla 102 cm a dva menší. Na observatoři pracovala řada významných astronomů v čele s Edwinem Hubblem a shromáždila unikátní archiv 170 tisíc negativů. Vývoj dalekohledů však šel jiným směrem (reflektory, radioastronomie aj.) a znečištění vzduchu i světelné znečištění možnosti pozorování stále víc omezovaly. Observatoř se proto orientovala na astrofyziku, studium mezihvězdné hmoty a i zdejší badatelé pozorují na horských observatořích v Chile a v Tichomoří. Roku 2018 chicagská univerzita po několikaleté diskusi oznámila, že provoz hvězdárny 1. října t. r. ukončí a objekt i s rozsáhlými pozemky prodá. Občanská iniciativa v Chicagu hledá možnosti, jak objekt dále využívat pro výuku a popularizaci astronomie.